# Liste d'édulcorants
Cette liste alphabétique répertorie les numéros CAS et les pouvoirs sucrants à poids égal de sucre (la référence saccharose = 1) par défaut et par nombre de mole équivalente (à concentration égale) quand spécifié (M) de divers édulcorants naturels et artificiels.

## A
| Composé                             | Pouvoir sucrant | Origine                                          | Numéro CAS    |
| ----------------------------------- | --------------- | ------------------------------------------------ | ------------- |
| Abrusosides (A-E)                   | 30-100          | Feuilles de l'Abrus precatorius L. (Leguminosae) | A 124962-06-7 |
| Acésulfame potassium (Acésulfame K) | 200             | Artificiel                                       | 55589-62-3    |
| Acide glycyrrhizique                | 50-250, 170     | Racine du Glycyrrhiza glabra (réglisse)          | 1405-86-3     |
| Acide sucrononique                  | 200 000 (M)     | Artificiel                                       | 116869-55-7   |
| Alitame                             | 2 000           | Artificiel                                       | 80863-62-3    |
| trans-Anéthol                       | 13              | Pimpinella anisum, Illicium verum et fenouil.    | 104-46-1      |
| Arabitol                            | 0,7 0,25 (M)    | Lichens et champignons.                          | 2152-56-9     |
| Aspartame                           | 200 170 (M)     | Artificiel                                       | 22839-47-0    |
| Aspartame-acésulfame                | 350             | Artificiel                                       | 106372-55-8   |

- Haut – A
- B
- C
- D
- E
- F
- G
- H
- I
- J
- K
- L
- M
- N
- O
- P
- Q
- R
- S
- T
- U
- V
- W
- X
- Y
- Z

## B
| Composé     | Pouvoir sucrant | Origine                                    | Numéro CAS |
| ----------- | --------------- | ------------------------------------------ | ---------- |
| Baiyunoside | 250             | Phlonis bretoncoides D. (Labiateae)        |            |
| Bernadame   | 200 000 (M)     | Artificiel                                 |            |
| Brazzéine   | 500-2 000       | Graine du Pentadiplandra brazzeana Baillon |            |

- Haut – A
- B
- C
- D
- E
- F
- G
- H
- I
- J
- K
- L
- M
- N
- O
- P
- Q
- R
- S
- T
- U
- V
- W
- X
- Y
- Z

## C
| Composé           | Pouvoir sucrant | Origine                      | Numéro CAS |
| ----------------- | --------------- | ---------------------------- | ---------- |
| Carrelame         | 200 000 (M)     | Artificiel                   |            |
| Cellobiose        | 0,30            | Hydrolyse de la cellulose    | 528-50-7   |
| Curculine         | 430-500         | Fruit du Curculigo latifolia |            |
| Cyclamate et sels | 30-40 17,6 (M)  | Artificiel                   | 139-05-9   |

- Haut – A
- B
- C
- D
- E
- F
- G
- H
- I
- J
- K
- L
- M
- N
- O
- P
- Q
- R
- S
- T
- U
- V
- W
- X
- Y
- Z

## D
| Composé                                       | Pouvoir sucrant | Origine                                             | Numéro CAS |
| --------------------------------------------- | --------------- | --------------------------------------------------- | ---------- |
| Dihydroquercetine 3-acétate                   | 80              | Herbe de Tessaria dodoneifolia Cabrera (Compositae) |            |
| Dihydroquercetine 3-acétate (4′-méthyl éther) | 400             | Artificiel                                          |            |
| Dulcine                                       | 250             | Artificiel                                          | 150-69-6   |
| Dulcoside A                                   | 50-120          | Feuille du Stevia rebaudiana (Bertoni)              | 64432-06-0 |

- Haut – A
- B
- C
- D
- E
- F
- G
- H
- I
- J
- K
- L
- M
- N
- O
- P
- Q
- R
- S
- T
- U
- V
- W
- X
- Y
- Z

## E
| Composé    | Pouvoir sucrant           | Origine               | Numéro CAS |
| ---------- | ------------------------- | --------------------- | ---------- |
| Érythritol | 0,6-0,8 0,75-0,8 0,25 (M) | Saké, Miso, soja, vin | 149-32-6   |

- Haut – A
- B
- C
- D
- E
- F
- G
- H
- I
- J
- K
- L
- M
- N
- O
- P
- Q
- R
- S
- T
- U
- V
- W
- X
- Y
- Z

## F
| Composé  | Pouvoir sucrant | Origine                                       | Numéro CAS |
| -------- | --------------- | --------------------------------------------- | ---------- |
| Fructose | 1,1-1,3 0,5 (M) | Fruits, saccharose, isoglucose, sucre inverti | 57-48-7    |

- Haut – A
- B
- C
- D
- E
- F
- G
- H
- I
- J
- K
- L
- M
- N
- O
- P
- Q
- R
- S
- T
- U
- V
- W
- X
- Y
- Z

## G
| Composé                  | Pouvoir sucrant    | Origine                                            | Numéro CAS |
| ------------------------ | ------------------ | -------------------------------------------------- | ---------- |
| Galactitol (Dulcitol)    | 0,41-0,46 0,25 (M) | Mannes, fusain et algues                           | 608-66-2   |
| Galactose                | 0,3 0,2 (M)        | Lait                                               | 59-23-4    |
| Gaudichaudioside A       | 55                 | Baccharis gaudichaudiana DC. (Compositae)          |            |
| Glucose                  | 0,7 0,25 (M)       | Plantes amylacées (blé, maïs), saccharose, maltose | 59-23-4    |
| Glycérol                 | 0,56-0,64          | Cacao, pomme, cidre, vin                           | 56-81-5    |
| Glyciphylline            | 100-200            | Smilax glyciphylla Sm. (Liliaceae)                 | 19253-17-9 |
| Glycyrrhizine ammoniaque | 50-100             | Artificiel (sel de l'acide glycyrrhizique)         | 1405-86-3  |

- Haut – A
- B
- C
- D
- E
- F
- G
- H
- I
- J
- K
- L
- M
- N
- O
- P
- Q
- R
- S
- T
- U
- V
- W
- X
- Y
- Z

## H
| Composé       | Pouvoir sucrant  | Origine                   | Numéro CAS |
| ------------- | ---------------- | ------------------------- | ---------- |
| Hématoxyline  | 120              | Haematoxylum campechianum |            |
| Hernandulcine | 690-2 000, 1 000 | Lippia dulcis Trev.       | 95602-94-1 |

- Haut – A
- B
- C
- D
- E
- F
- G
- H
- I
- J
- K
- L
- M
- N
- O
- P
- Q
- R
- S
- T
- U
- V
- W
- X
- Y
- Z

## I
| Composé                   | Pouvoir sucrant | Origine                                             | Numéro CAS |
| ------------------------- | --------------- | --------------------------------------------------- | ---------- |
| Inuline                   | 0,1             | Racine de la chicorée, topinambour                  | 9005-80-5  |
| Isoglucose (HFCS)         | 0,4-0,6         | glucose par isomérisation, saccharose par hydrolyse |            |
| Isomalt                   | 0,3-0,4         | Saccharose et Isomaltulose                          | 64519-82-0 |
| Isomaltulose (Palatinose) | 0,42, 0,37-0,45 | Canne à sucre, miel                                 | 13718-94-0 |
| Iso-mogroside V           | 500             | Fruit du Momordica grosvenorii Swingle              |            |

- Haut – A
- B
- C
- D
- E
- F
- G
- H
- I
- J
- K
- L
- M
- N
- O
- P
- Q
- R
- S
- T
- U
- V
- W
- X
- Y
- Z

## L
| Composé   | Pouvoir sucrant | Origine                               | Numéro CAS  |
| --------- | --------------- | ------------------------------------- | ----------- |
| Lactitol  | 0,3-0,4         | Lactose                               | 585-86-4    |
| Lactose   | 0,25 0,33 (M)   | Lait                                  | 63-42-3     |
| Lactulose | 0,6-0,7         | À partir du lactose et du fructose    | 4618-18-2   |
| Leucrose  | 0,4-0,5         | Produit par Leuconostoc mesenteroides | 7158-70-5   |
| Lugduname | 230 000 (M)     | Artificiel                            | 180045-75-4 |

- Haut – A
- B
- C
- D
- E
- F
- G
- H
- I
- J
- K
- L
- M
- N
- O
- P
- Q
- R
- S
- T
- U
- V
- W
- X
- Y
- Z

## M
| Composé              | Pouvoir sucrant         | Origine                                                     | Numéro CAS  |
| -------------------- | ----------------------- | ----------------------------------------------------------- | ----------- |
| Mabinlines (I-IV)    | 100 375 (M,)            | Graine du Capparis masaikai                                 |             |
| Maltitol             | 0,80-0,95               | Maltose                                                     | 585-88-6    |
| Maltose              | 0,4-0,6 0,33 (M)        | Plantes amylacées, comme l'orge, le blé, le maïs            | 69-79-4     |
| Mannitol             | 0,51-0,69 0,25 (M)      | Olive, algue, bois                                          | 69-65-8     |
| Mannose              | 0,6                     | Légumes                                                     | 3458-28-4   |
| Miel                 | 1-1,35                  | Fleurs par le travail des abeilles                          |             |
| Mogroside IV         | 250-392                 | Fruit du Momordica grosvenorii Swingle                      | 89590-95-4  |
| Mogroside V          | 250-425                 | Fruit du Momordica grosvenorii Swingle                      | 88901-36-4  |
| Mogroside V (11-oxo) | 84                      | Fruit du Momordica grosvenorii Swingle                      |             |
| Monatine             | 1 200-1 400             | Racine du Schlerochilon ilicifolins A. Meeuse (Acanthaceae) | 146142-94-1 |
| Monelline            | 2 000-2 500 1 500-2 000 | Fruit du Dioscoreophyllum cumminsii                         |             |

- Haut – A
- B
- C
- D
- E
- F
- G
- H
- I
- J
- K
- L
- M
- N
- O
- P
- Q
- R
- S
- T
- U
- V
- W
- X
- Y
- Z

## N
| Composé                        | Pouvoir sucrant                | Origine    | Numéro CAS  |
| ------------------------------ | ------------------------------ | ---------- | ----------- |
| Naringine dihydrochalcone      | 300-1 800                      | Artificiel | 18916-17-1  |
| Néohespéridine dihydrochalcone | 300-1 800 1 000-1 800 3600 (M) | Artificiel | 20702-77-6  |
| Néotame                        | 7 000-13 000, 8 000-11 000 (M) | Artificiel | 165450-17-9 |

- Haut – A
- B
- C
- D
- E
- F
- G
- H
- I
- J
- K
- L
- M
- N
- O
- P
- Q
- R
- S
- T
- U
- V
- W
- X
- Y
- Z

## O
| Composé        | Pouvoir sucrant | Origine                               | Numéro CAS |
| -------------- | --------------- | ------------------------------------- | ---------- |
| Oligo fructose | 0,7             | Racine de la chicorée                 |            |
| Osladine       | 500             | Polypodium vulgare L. (Polypodiaceae) | 33650-66-7 |

- Haut – A
- B
- C
- D
- E
- F
- G
- H
- I
- J
- K
- L
- M
- N
- O
- P
- Q
- R
- S
- T
- U
- V
- W
- X
- Y
- Z

## P
| Composé                           | Pouvoir sucrant  | Origine                                                              | Numéro CAS  |
| --------------------------------- | ---------------- | -------------------------------------------------------------------- | ----------- |
| P-4000 (5-Nitro-2-propoxyaniline) | 4 000 2 300 (M)  | Artificiel                                                           | 553-79-7    |
| Pentadine                         | 500              | Fruit du Pentadiplandra brazzeana Baillon (Africa)                   |             |
| Periandrine V                     | 90-100           | Rhizomes du Periandra dulcis L. (Leguminosae) (Réglisse brésilienne) | 152464-84-1 |
| Périllaldéhyde                    | 12               | Graines et fleurs de la Perilla frutescens L. Britton (Labiatae)     | 2111-75-3   |
| Périllartine                      | 400-2 000        | Artificiel                                                           | 30950-27-7  |
| Phyllodulcine                     | 300-400, 600-800 | Feuille de l'Hydrangea macrophylla Seringe var. thunbergii Makino    | 480-46-6    |
| Polypodoside A                    | 600              | Rhizome du Polypodium glycyrrhiza D.C. Eaton (Polypodiaceae)         | 119784-25-7 |
| Pterocaryoside A                  | 50               | Feuille du Pterocarya paliurus Batal. (Juglandaceae)                 |             |
| Pterocaryoside B                  | 100              | Feuille du Pterocarya paliurus Batal. (Juglandaceae)                 |             |

- Haut – A
- B
- C
- D
- E
- F
- G
- H
- I
- J
- K
- L
- M
- N
- O
- P
- Q
- R
- S
- T
- U
- V
- W
- X
- Y
- Z

## R
| Composé        | Pouvoir sucrant    | Origine                                                                | Numéro CAS  |
| -------------- | ------------------ | ---------------------------------------------------------------------- | ----------- |
| Raffinose      | 0,11-0,20 0,25 (M) | Plante, farine de soja                                                 | 512-69-6    |
| Rébaudioside A | 250-450            | Feuille du Stevia rebaudiana (Bertoni)                                 | 58543-16-1  |
| Rébaudioside B | 300-350            | Feuille du Stevia rebaudiana (Bertoni)                                 | 58543-17-2  |
| Rébaudioside C | 50-120             | Feuille du Stevia rebaudiana (Bertoni)                                 | 63550-99-2  |
| Rébaudioside D | 25-400             | Feuille du Stevia rebaudiana (Bertoni)                                 | 63279-13-0  |
| Rébaudioside E | 150-300            | Feuille du Stevia rebaudiana (Bertoni)                                 | 63279-14-1  |
| Rébaudioside F |                    | Feuille du Stevia rebaudiana (Bertoni)                                 | 438045-89-7 |
| Ribitol        | 0,3 (M)            | Polyol présent dans l'Adonis de printemps                              | 488-81-3    |
| Rubusoside     | 114                | Feuille du Rubus suavissimus S. Lee et du Stevia rebaudiana] (Bertoni) | 64849-39-4  |

- Haut – A
- B
- C
- D
- E
- F
- G
- H
- I
- J
- K
- L
- M
- N
- O
- P
- Q
- R
- S
- T
- U
- V
- W
- X
- Y
- Z

## S
| Composé                   | Pouvoir sucrant  | Origine                                        | Numéro CAS  |
| ------------------------- | ---------------- | ---------------------------------------------- | ----------- |
| Saccharine                | 300-500 215 (M)  | Artificiel                                     | 81-07-2     |
| Saccharose                | 1 1 (M)          | Canne à sucre, betterave sucrière              | 57-50-1     |
| Selliguéaine A            | 35               | Rhizome du Selliguea feei Bory (Polypodiaceae) | 152378-18-2 |
| Siamenoside I             | 563              | Fruit du Momordica grosvenorii Swingle         |             |
| Sirop de glucose          | 0,75-0,80        | amidon de maïs, amidon de blé, Glucane         |             |
| Sirop de glucose-fructose | 1-1,40           | amidon de maïs, amidon de blé                  |             |
| Sorbitol                  | 0,5-0,6 0,25 (M) | Fruits                                         | 50-70-4     |
| Sorbose (L)               | 0,25 (M)         |                                                | 87-79-6 (L) |
| SRI oxime 5               | 450              | Artificiel                                     | 63798-15-2  |
| Stachyose                 | 0,25-0,3         | Plants, farine de soja                         | 470-55-3    |
| Stéviolbioside            | 100-125          | Feuille du Stevia rebaudiana                   | 41093-60-1  |
| Stévioside                | 300              | Feuille du Stevia rebaudiana                   | 57817-89-7  |
| Sucralose                 | 500-600 1160 (M) | Artificiel                                     | 56038-13-2  |
| Sucre inverti             | 1,15             | Saccharose                                     |             |
| Sucrooctate               | 162 000 (M)      | Artificiel                                     |             |
| Suosan                    | 700              | Artificiel                                     | 140-46-5    |
| Superaspartame            | 8 000, 14 000    | Artificiel                                     |             |

- Haut – A
- B
- C
- D
- E
- F
- G
- H
- I
- J
- K
- L
- M
- N
- O
- P
- Q
- R
- S
- T
- U
- V
- W
- X
- Y
- Z

## T
| Composé      | Pouvoir sucrant                     | Origine                                                                     | Numéro CAS |
| ------------ | ----------------------------------- | --------------------------------------------------------------------------- | ---------- |
| Tagatose     | 0,7-0,92                            | Lait, fromage                                                               | 87-81-0    |
| Telosmosides | 1000                                | Telosma procumteus (Asclepiadaceae)                                         |            |
| Thaumatines  | 1 600-3 000 2 000-3 000 100 000 (M) | Fruit du Thaumatococcus danielli Benth.                                     | 53850-34-3 |
| Tréhalose    | 0,45-0,50                           | Champignons                                                                 | 99-20-7    |
| Tréhalulose  | 0,4-0,7                             | Miels et miellats                                                           | 51411-23-5 |
| Trilobatine  | 400-1 000                           | Feuille du Symplococos paniculata Miq. (Symplocaceae) et du Malus trilobata | 4192-90-9  |

- Haut – A
- B
- C
- D
- E
- F
- G
- H
- I
- J
- K
- L
- M
- N
- O
- P
- Q
- R
- S
- T
- U
- V
- W
- X
- Y
- Z

## X
| Composé | Pouvoir sucrant | Origine                           | Numéro CAS  |
| ------- | --------------- | --------------------------------- | ----------- |
| Xylitol | 0,9-1 0,3 (M)   | Écorce de bouleau, prune, fraise  | 87-99-0     |
| Xylose  | 0,7             | Sucre de bois ou sucre de bouleau | 58-86-6 (D) |

- Haut – A
- B
- C
- D
- E
- F
- G
- H
- I
- J
- K
- L
- M
- N
- O
- P
- Q
- R
- S
- T
- U
- V
- W
- X
- Y
- Z